# Dinarolacerta mosorensis
Dinarolacerta mosorensis är en ödleart som beskrevs av  Juraj Kolombatovic 1886. Dinarolacerta mosorensis ingår i släktet Dinarolacerta och familjen lacertider. Inga underarter finns listade i Catalogue of Life.
Denna ödla blir utan svans cirka 7 cm lång. Den har ett avplattat huvud och en avplattad kropp för att gömma sig i bergssprickor. Bålen har på ovansidan en blågrön till brunaktig färg med flera mörka fläckar och undersidans färg är gulorange. Hos unga exemplar är svansen intensiv blågrön. Hannar och honor har samma utseende och samma storlek.
Arten förekommer i södra Kroatien, Bosnien och Hercegovina, Montenegro och kanske i norra Albanien. Den vistas i regioner som ligger 450 till 1900 meter över havet. Habitatet utgörs av fuktiga, öppna skogar i karstlandskap med flera klippor.
Honor lägger 4 till 8 ägg per tillfälle. Parningen sker i maj och juni och äggen läggs i juli. Ungarna lämnar äggen efter cirka 26 dagar. Individerna jagar på dagen olika insekter. Könsmognaden infaller efter ungefär tre år och honor blir lite tidigare könsmogna. Livslängden för båda kön ligger vid cirka nio år.
Intensivt skogsbruk och andra skogsavverkningar hotar beståndet lokalt. Att fånga exemplar och hålla de som sällskapsdjur är lagligt förbjuden men det var tidigare ett större problem. I utbredningsområdet förekommer olika skyddszoner. IUCN listar arten som sårbar (VU).